# Pfriemen-Drehzahnmoos

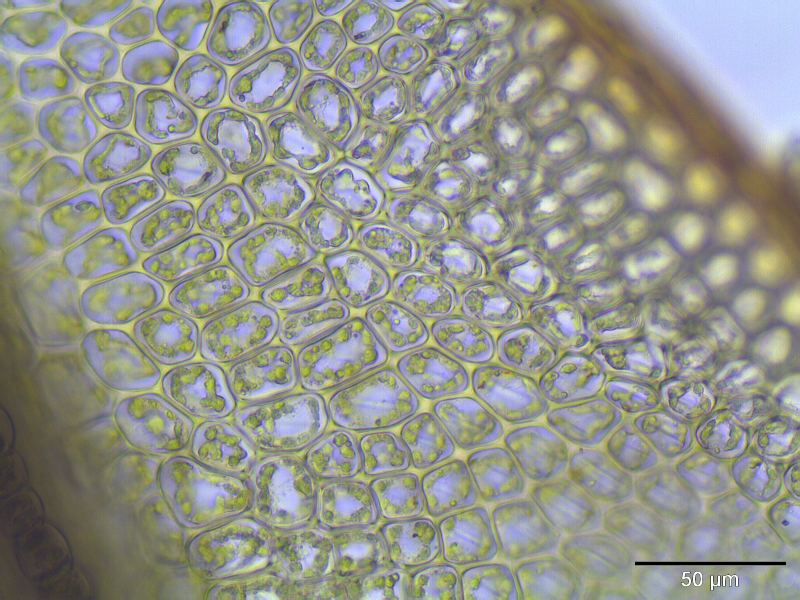
Laminazellen (Vergrößerung: 400×)

Das Pfriemen-Drehzahnmoos (Tortula subulata) ist ein pionierfreudiges, formenreiches Laubmoos, das sich von den anderen Tortula-Arten durch das Fehlen einer Glasspitze, der gleichmäßig dicken Blattrippe, dem Blattsaum und der papillösen Zellen unterscheidet. Es wächst in frischen grünen Rasen. Einzelne Pflänzchen werden bis 3 cm hoch, wobei die unteren alten Teile oft bräunlich gefärbt sind. Die Blattform kann zwischen länglich zungenförmig bis lanzettlich variieren. Einzelne Schopfblätter können bis 3 cm lang werden. Die Laminazellen werden zwischen 15 und 24 µm lang und 14 bis 22 µm breit. Die Antheridien und Archegonien dieses Mooses sitzen an verschiedenen Ästen derselben Pflanze (autözisch).
Eine Sporenreife erfolgt im Frühjahr. Das verbreitete Moos besiedelt kalkarme, oft jedoch basenreiche, nährstoffreiche, trockene bis frische, halbschattige Stellen und wächst auf offenerdigen Stellen, an Wegrändern, an Baumbasen, auf übererdetem Gestein und auf anderen Pflanzen epiphytisch auf Laubbäumen oder selten Gestein.